# Beta Phoenicis
Beta Phoenicis (β Phe) – gwiazda podwójna w gwiazdozbiorze Feniksa.

## Charakterystyka obserwacyjna
Układ Beta Phoenicis tworzą dwa niemal identyczne żółte olbrzymy należące do typu widmowego G8. Mają one indywidualnie wielkość gwiazdową 4,10 i 4,19m. Okrążają one wspólny środek masy po eliptycznych orbitach (e=0,72) w średniej odległości 0,338 sekundy kątowej, w okresie 168 lat.
Beta Phoenicis ma także optycznego towarzysza, składnik C o wielkości 11,5m oddalony od pary olbrzymów o 66,1″ (pomiar z 2013 r.).

## Problem odległości
Odległość tej gwiazdy od Słońca nie jest dobrze wyznaczona, pomiar paralaksy na podstawie obserwacji satelity Hipparcos jest obarczony błędem ponad stokrotnie przekraczającym zmierzoną wartość. Prawdopodobnie wiąże się to z podwójnością gwiazdy.
Niepewny pomiar paralaksy z obserwatorium naziemnego wskazuje, że układ znajduje się 165 lat świetlnych od Słońca; przyjęcie typowej wielkości absolutnej dla gwiazd tego typu sugeruje, że jest oddalony o 200 lat świetlnych. W odległości 180 lat świetlnych gwiazdy dzieliłby dystans  średnio 52 au (od 16 do 96 au); prawa Keplera wskazują, że w takim przypadku mają one masę około 2,5 raza większą niż Słońce. Z kolei założenie temperatury 4950 K pozwala ocenić, że gwiazdy są około sto razy jaśniejsze od Słońca i mają masy 2,7–3 M☉, zależnie od stadium ewolucji; dość dobra zgodność wyników wskazuje na trafne oszacowanie odległości.